# Montdardier
Montdardier is een gemeente in het Franse departement Gard (regio Occitanie) en telt 187 inwoners (1999). De plaats maakt deel uit van het arrondissement Le Vigan.

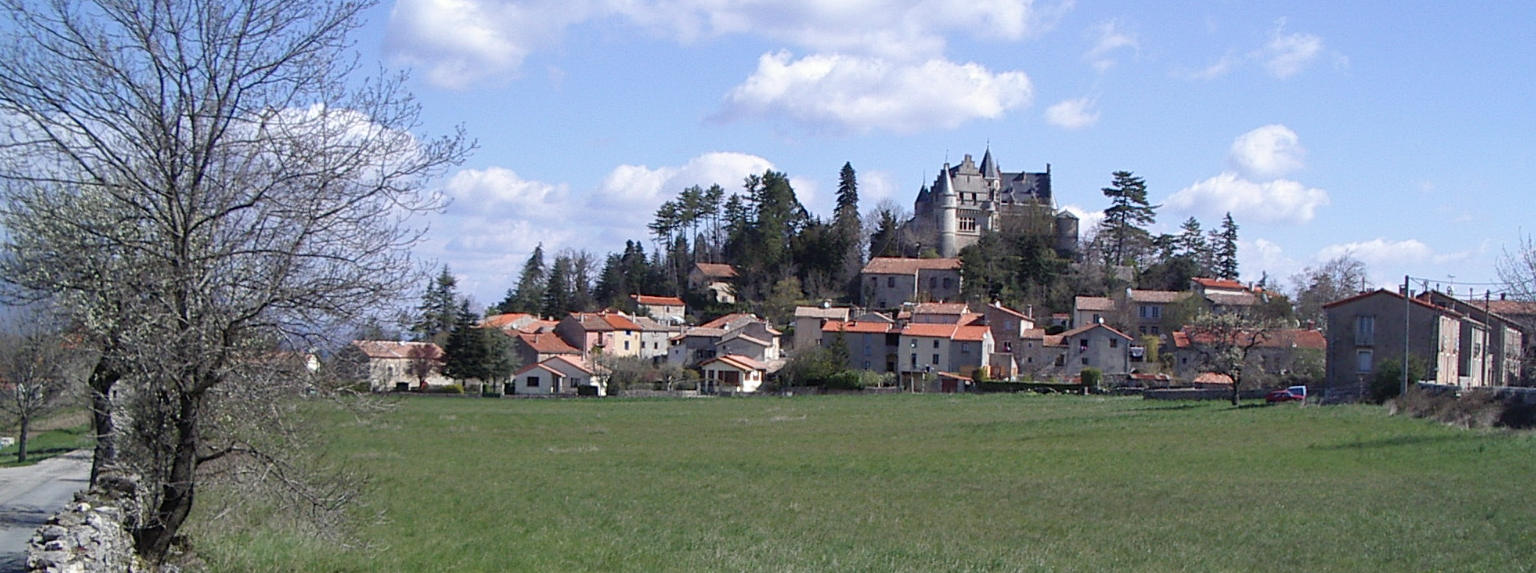
Montdardier

## Geografie
De oppervlakte van Montdardier bedraagt 39,3 km², de bevolkingsdichtheid is 4,8 inwoners per km².

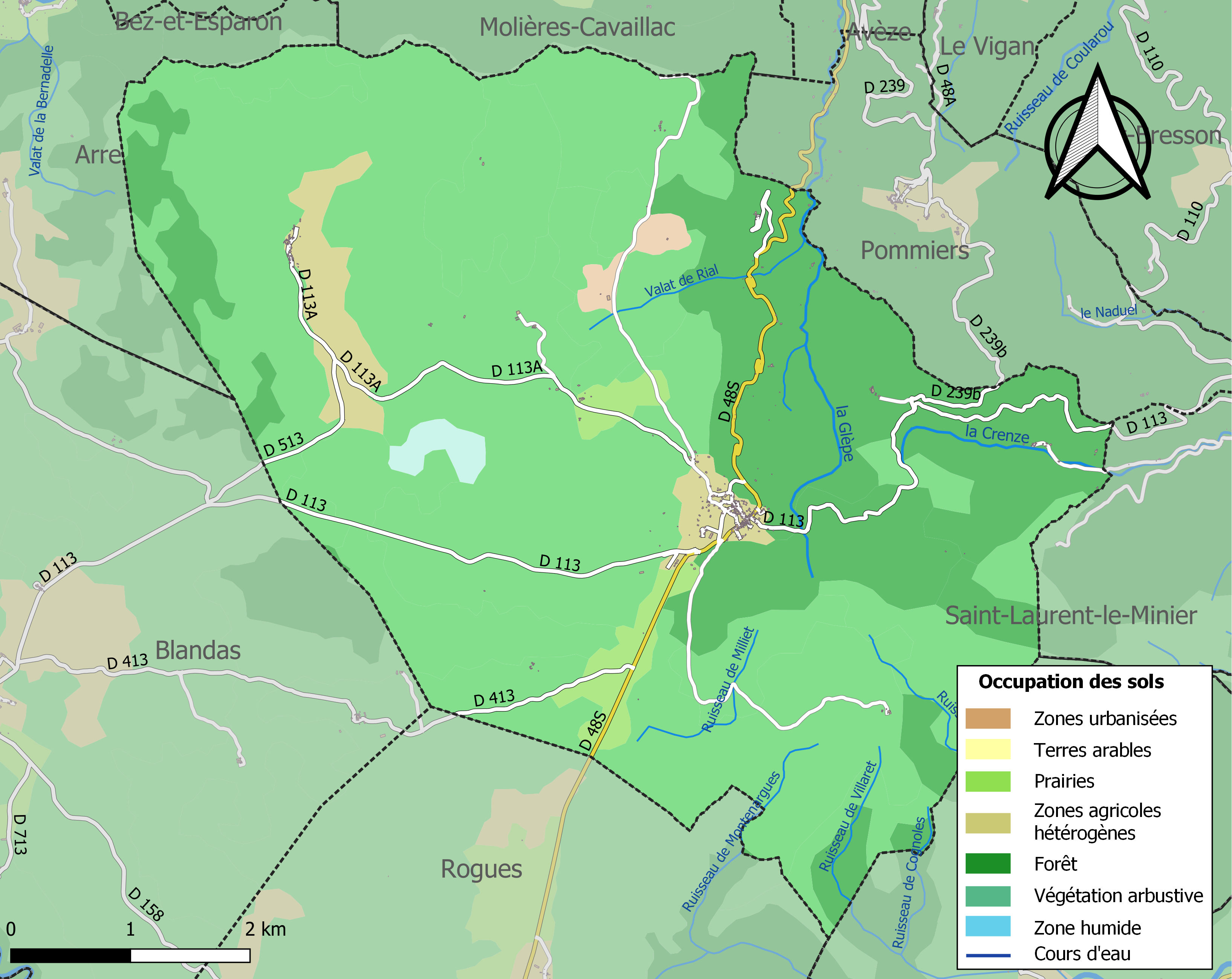
Kaart van de gemeente met de belangrijkste infrastructuur, bodemgebruik en omliggende gemeenten

## Demografie
Onderstaande figuur toont het verloop van het inwonertal (bron: INSEE-tellingen).

## Bezienswaardigheden
- Kasteel van Montdardier